# Lauterbach (Wartburgkreis)
Lauterbach település Németországban, azon belül Türingiában. Lakosainak száma 665 fő (2023. december 31.).

## Népesség
A település népességének változása:
| Lakosok száma | 664  | 658  | 653  | 659  | 653  | 665  |
|               | 2014 | 2017 | 2019 | 2021 | 2022 | 2023 |